# Robert Francz
Robert Francz (* 30. März 1978 in Bad Muskau) ist ein ehemaliger deutscher Eishockeyspieler.

## Karriere
Francz begann seine Karriere im Nachwuchs der Starbulls Rosenheim, wo er mit der Juniorenmannschaft in der Saison 1994/95 in der Junioren-Bundesliga spielte. Dort absolvierte der Flügelstürmer 29 Spiele, in denen er 24 Scorerpunkte erzielen konnte. Im Sommer 1995 entdeckten ihn die Verantwortlichen der Augsburger Panther und transferierten den Linksschützen in die Deutsche Eishockey Liga. Bei den Panthern absolvierte Francz seine ersten 42-DEL Spiele und kam auch in der Juniorenmannschaft, bei den Augsburger Jungpanthern, zum Einsatz. Nach diesem einjährigen Intermezzo verließ der Angreifer Deutschland in Richtung Nordamerika, wo er einen Vertrag bei den Peterborough Petes aus der kanadischen Juniorenliga OHL unterschrieb, die ihn beim CHL Import Draft 1996 als 32. Spieler gezogen hatten. Bei den Petes konnte sich Francz kontinuierlich weiterentwickeln und erzielte in seiner ersten Spielzeit in 68 Spielen 32 Scorerpunkte. Folgerichtig wurden einige Talent-Scouts aus der NHL auf den gelernten Stürmer aufmerksam. Schließlich waren es Phoenix Coyotes, die ihn während des NHL Entry Draft 1997 in der sechsten Runde an insgesamt 151. Position auswählten.
Francz verblieb daraufhin zwei Spielzeiten in der OHL, ehe er schließlich zum Ende der Saison 1998/99 in die American Hockey League zu den Springfield Falcons, dem damaligen Farmteam der Coyotes, wechselte. Sein letztes Jahr bei den Peterborough Petes war zugleich sein bestes. So trug der Stürmer 70 Mal das Trikot der Petes und konnte dabei 59 Punkte erzielen. In den folgenden Jahren konnte sich Francz allerdings nie bei den Springfield Falcons durchsetzten und bekam stattdessen regelmäßig Spielzeit bei den Mississippi Sea Wolves aus der East Coast Hockey League. Nachdem er sich letzten Endes kaum noch Chancen auf ein dauerhaftes Engagement in der NHL ausrechnete, kehrte der Angreifer nach 64-AHL Partien zurück in seine Heimat Deutschland, wo er sich den Frankfurt Lions anschloss. Es folgten knapp zwei Jahre bei den Hamburg Freezers, mit denen Robert Francz 2004 ins Play-off-Viertelfinale einziehen konnte, dort aber mit 2:3 Spielen am späteren Meister Frankfurt Lions scheiterte.
Nachdem sein Vertrag bei den Freezers nicht verlängert worden war, wechselte der Flügelstürmer im Sommer 2005 innerhalb der Liga zu den Füchsen Duisburg, bei denen er im August 2006 das Amt des Kapitäns übernahm. Einen Monat später zog sich Francz jedoch während eines Spiels in Nürnberg nach einem harten Check einen Kreuzbandriss zu und setzte daraufhin die komplette Saison 2007/08 aus. Nachdem er seine schwere Verletzung auskuriert hatte, stattete das Management der Nürnberg Ice Tigers den vereinslosen Spieler im August 2008 mit einem Probevertrag aus, der letzten Endes in einen Vertrag bis Dezember 2008 verlängert wurde. Nach elf Spielen, in denen er keinen Scorerpunkte erzielte, wurde der mittlerweile 30-Jährige von den Ice Tigers aus unbekannten Gründen vom Dienst freigestellt. Im Oktober 2008 erhielt Francz ein Vertragsangebot der Kassel Huskies bis zum Ende der Spielzeit 2008/09, welches er annahm. Anschließend war er vereinslos, bis er im Herbst 2011 noch einmal vier Spiele für die Dresdner Eislöwen in der 2. Bundesliga absolvierte.

### International
Im Nachwuchsbereich nahm Franz für Deutschland zunächst an der U18-Europameisterschaft 1995 teil, als hinter Finnland der Vizeeuropameistertitel errungen wurde. Dies war der einzige Medaillengewinn bei Junioreneuropameisterschaften. Mit der U20-Auswahl spielte er bei der Junioren-Weltmeisterschaft 1998. Im Herrenbereich wurde er nicht mehr für internationale Wettkämpfe nominiert.

## Erfolge und Auszeichnungen
- 1995 Silbermedaille bej der U18-Europameisterschaft
- 2004 Erreichen des Play-off-Halbfinals mit den Hamburg Freezers